# Концептуальные основы финансовой отчётности
Концептуальные основы финансовой отчетности (англ. Conceptual Framework for Financial Reporting) — пакет руководящих документов, одобренных Комитетом по Международным стандартам финансовой отчётности в апреле 1989 года, на территории Российской Федерации введён в действие с 9 июня 2014 года. Концептуальные основы не являются международными стандартами финансовой отчетности, но определяет основные требования к качеству финансовой отчётности, то есть информация должна быть уместна и достоверна (полная, нейтральная, без ошибок, должна преобладать сущность над формой), и определяет элементы финансовой отчётности и критерии признания.

## История создания
В апреле 1989 года «Концептуальные основы для подготовки и представления финансовой отчетности» были утверждены Комитетом по МСФО, а в июле 1989 года «Концептуальные основы» были опубликованы, в апреле 2001 года утверждены Советом по МСФО. В сентябре 2010 года была утверждена Советом по МСФО новая версия «Концептуальные основы финансовой отчетности 2010 года».

## Цель
Основные цели Концептуальных основ:
- содействовать Совету по МСФО при разработке новых МСФО;
- в дальнейшей гармонизации регулирования финансовых стандартов и процедур, относящихся к предоставлению финансовой отчётности, путём обеспечения базы для сокращения альтернативных подходов в бухгалтерском учёте, которые разрешены МСФО;
- содействовать национальным органам в разработке национальных стандартов;
- содействовать лицам, занимающимся подготовкой финансовой отчётности, в применении МСФО и рассмотрении вопросов, которые ещё не отражены в МСФО;
- содействовать аудиторам при формировании заключения относительно соответствия финансовой отчётности МСФО;
- содействовать пользователям финансовой отчётности в интерпретации информации, содержащейся в финансовой отчётности, которая подготовлена в соответствии с МСФО;
- обеспечивать тех, кто интересуется работой Совета МСФО, информацией о методах создания МСФО.

Основные пользователи финансовой отчётности — существующие и потенциальные инвесторы, заимодавцы и другие кредиторы, которые не могут требовать от отчитывающейся компании предоставления непосредственно им финансовой информации. И не являются основными пользователями финансовой отчётности — менеджмент компании, государственные органы и общественность.
Цель финансовой отчётности: предоставление финансовой информации об отчитывающей компании для принятия решений о предоставлении компании ресурсов (о финансовом положении — об экономических ресурсах и требованиях к отчитывающейся компании, о результатах деятельности — влиянии операций и прочих событий на изменение экономических ресурсов и требований к компании). Решения включают покупку, продажу и удержание долевых и долговых инструментов компании, предоставление или погашение займов и других форм кредитования.

## Характеристики отчётности

### Принцип непрерывности деятельности
Финансовая отчётность составляется на основе допущения о непрерывной деятельности, что компания не намерена прекращать свою деятельность, у неё нет необходимости ликвидации или существенного сокращения масштабов своей деятельности в обозримом будущем. Также у компании должны быть экономические возможности продолжить свою деятельность.

### Качественные характеристики
Качественные характеристики финансовой информации делают её полезной для пользователей:
- уместность — характеристика информации, показывающая её прогностическую ценность и/или подтверждающие данные, где материальность — компонент уместности, которая определяет уровень информации, когда её пропуск или искажение может повлиять на экономическое решение пользователей, принятое на основании финансовой отчётности.
- достоверное представление — это экономическое явление, обладающее тремя характеристиками: полнотой отражения, нейтральностью отражения и отсутствием ошибок, преобладание сущности над формой.

Преобладание сущности над формой — характеристика финансовой информации, показывающая, что та отражает сущность экономических явлений, а не просто представляет их юридическую форму. Сущность операции может отличаться от её юридической формы. Это может определяться по некоторым признакам, таким как неоставление права собственности на актив у стороны, которая будет контролировать актив, связь операций с другими смежными операциями, использование опционов в контрактах, продажа активов по стоимости, отличной от справедливой, признание товаров, предназначенных для консигнации, на балансе той стороны, которая несёт риски, связанные с неходовыми товарами, соглашения о продаже с обратной покупкой или факторинг дебиторской задолженности.

### Расширенные качественные характеристики
Вспомогательные качественные характеристики финансовой отчётности:
- сопоставимость — возможность определять и понимать сходства и различия информации с аналогичной информацией других компаний, с аналогичной информацией той же компании за различные периоды и на различные даты;
- проверяемость — возможность различными информированными и независимыми наблюдателями достигнуть соглашения о том, что рассматриваемое представление информации является достоверным;
- своевременность — доступность информации для принятия решений в срок, чтобы оказать влияние на принятие решений;
- понятность — отчётливость и конкретность в классификации, описании и представлении информации[6].

Основное ограничение — затраты при составлении финансовой отчётности должны быть оправданы получаемыми от информации выгодами.

### Элементы финансовой отчетности
Элементы финансовой отчётности — это финансовые результаты операций и других событий, объединённые в широкие категории в соответствии с их экономическими характеристиками:
- активы — это ресурсы, контролируемые компанией, то есть существует ограничение доступа третьих лиц к экономическим выгодам, получаемым от актива, в результате событий прошлых периодов, от которых компания ожидает экономической выгоды в будущем.
- обязательство — это текущая задолженность компании, возникшая из событий прошлых периодов, урегулирование которой приведёт к оттоку из компании ресурсов, содержащая экономическую выгоду (выплатой денежных средств, передачей других активов, предоставлением услуг, заменой одного обязательства другим и другие).
- капитал — это доля в активах компании, остающаяся после вычета всех её обязательств.
- доход — приращение экономических выгод в течение отчетного периода, происходящее в форме притока или увеличения активов, или уменьшения обязательств, что выражается в увеличении капитала, не связанного с вкладами участников акционерного капитала
- расходы — уменьшение экономических выгод в течение отчетного периода, происходящее в форме оттока или истощения активов или увеличения обязательств, ведущих к уменьшению капитала, не связанных с его распределением между участниками акционерного капитала.

## Признание элементов финансовой отчётности
Признание — процесс включения в отчёт о финансовом положении или отчёт о совокупном доходе объекта, который подходит под определение одного из элементов, и отвечает критериям признания. Признание состоит в словесном описании объекта и его отражении в виде денежной суммы, во включении этой суммы в отчёт о финансовом положении или в отчёт о совокупном доходе. 

### Критерии признания
Критерии признания - условия, при которых элемент финансовой отчётности признаётся и может быть включен в финансовую отчётность:
- объект подходит под определение элемента финансовой отчётности;
- если существует вероятность того, что любая экономическая выгода, ассоциируемая с ним, будет получена или утрачена компанией;
- объект имеет стоимость или оценку, которая может быть надёжно измерена[4].

### Методы оценки
Концептуальные основы указывают на возможность использования четырёх «методов оценки»:
- по исторической стоимости[англ.] — сумма, уплаченная в момент приобретения активов или полученная в обмен на обязательство;
- по текущей стоимости[англ.] — сумма, которую нужно уплатить для приобретения такого же или аналогичного актива;
- по стоимости реализации (погашения) — сумма, которая можно получить от реализации такого же или аналогичного актива в настоящий момент;
- по приведенной стоимости — сумма будущих денежных потоков, связанных с активом или обязательством, скорректированная на коэффициент дисконтирования.